# 巴基斯坦煙草
巴基斯坦煙草股份有限公司，簡稱巴基斯坦煙草股份，以及巴基斯坦煙草（英語：Pakistan Tobacco Company Limited），在1947年由全球煙草商英美煙草公司接管當時在1905年由印度帝國煙草公司開始在南亞運作。
而總部位於巴基斯坦傑赫勒姆市。煙草行業一直是經濟支柱重角色，而巴基斯坦煙草集團繳付政府則已達至160億盧比，每工作天則已超過5000萬盧比。

## 連結
- PTC.com.pk （页面存档备份，存于）

32°58′36″N 73°41′13″E / 32.97667°N 73.68694°E